# Degerfors
Degerfors è una città della Svezia, capoluogo del comune omonimo, nella contea di Örebro. Nel 2005 aveva una popolazione di 7 418 abitanti.